# جاركورغان
جاركورغان (بالأوزبكية: Jarqoʻrgʻon/Жарқўрғон)‏‎، (بالروسية: Джаркурган) هي بلدة أوزبكية في ولاية صرخنداريا، وهي عاصمة مقاطعة جاركورغان. ومن معالمها التاريخية مئذنة جركورغان.
كان سكان البلدة في سنة 1989 بحدود 17687 نسمة.